# Steel Crown
Gli Steel Crown furono un gruppo heavy metal italiano, formatosi a Trieste nell'aprile del 1977. Sono famosi per essere stati uno dei primi gruppi del panorama metal italiano.

## Storia degli Steel Crown

### 1975-1980: Corona D'Acciaio
Il bassista Giuseppe Mechi detto Pino McKenna e il batterista Flavio "Fuscji" Ritani formarono un gruppo nel 1975, quando avevano solo sedici anni, ma fu solo nel 1977 che i due incontrarono a scuola il cantante Yako De Bonis e il chitarrista Diego "Greg" Gregoretti e con loro formano un gruppo che decidono di chiamare Corona D'Acciaio. Con questo nome iniziò a farsi notare durante alcuni concerti nelle zone di Trieste, proponendo inizialmente soprattutto cover dei Led Zeppelin e Deep Purple, ed a partire da un concerto del dicembre del 1977 trasmesso anche da Radio RAI, un repertorio di brani hard & heavy cantati in italiano . Nel 1978 i Corona D'Acciaio vinsero un concorso locale che diede loro l'opportunità di fare un primo tour tra Toscana e Marche, proponendosi con lo slogan "Quando il rock è un pugno nello stomaco".
Poco dopo il nome fu cambiato in Steel Crown.

### 1980-1985: Steel Crown e le compilazioni della NWOIHM
Nel 1980 Greg decise di lasciare il gruppo, e al suo posto entrò il chitarrista Frank Lewis e nello stesso anno, tra i concerti importanti vi fu la partecipazione al 1º Festival Rock Italiano di Roma. Nonostante questo la band inizialmente necessitava di continui assestamenti di formazione. L'anno seguente anche Flavio abbandonò la band. Al suo posto fu ingaggiato l'italo-australiano Peter Cosmini, già membro dei Devil's Claws e amico d'infanzia di Yako, che tuttavia se ne andò poco dopo, venendo sostituito definitivamente da Silvano Bassi dei Foxy Lady, detto "Silver Kid". Fu con questa formazione che nel 1982 la band registrò la sua prima demo  contenente 4 brani ed intitolata Metal T's.
Il 1983 vide invece la registrazione della Demo 1983, che conteneva la canzone Prisoner In The Box. La demo fu poi inviata, tra gli altri, alla redazione di Rockerilla, dove Beppe Riva teneva la rubrica Hard & Heavy, che li notò e li inserì nella compilazione Heavy Metal Eruption (Metal Eye, 1983), che ad oggi viene considerata l'atto di nascita della scena heavy metal italiana, vedendoli al fianco di nomi storici come Halloween, Crying Steel, Death SS, Strana Officina, Rollerball, Elektra Drive, Revenge, Shyning Blade, Ransackers. Prisoners in the Box vide anche una versione in videoclip. Il 21 maggio 1983 gli Steel Crown furono poi invitati al primo festival italiano di musica metal, il Rock in a Hard Place organizzato da Controradio di Firenze al Tenda di Certaldo.
Nel 1984 uscì un primo album Live in Phantom City, che raccoglieva la prima demo con alcune tracce live. Nello stesso anno fu invece la partecipazione alla compilation Italian Metal Vol. 1, che però comportò alcuni problemi con la Flying Records che vide l'interruzione dei nascenti rapporti.
Nel 1985 gli Steel Crown furono invece invitati a partecipare alla compilazione Metallo Italia della Reflex Records, che prevedeva sia una versione LP, che una raccolta di videoclip su VHS diretto da Ferruccio Castronuovo che ricevette una certa esposizione grazie a una serie di passaggi Rai. Gli Steel Crown parteciparono con il brano Riot In To The Fire, e girarono parte del video al Piper Club di Roma. Gli Steel Crown presero così parte alle tre più importanti compilazioni della NWOIHM di quel periodo.

### 1986-1988: Gli album
Nel 1986 furono messi sotto contratto dalla Discomagic e registrarono l'album Sunset Warriors, confezionando un album dalla produzione piuttosto "leggera", che diventerà uno dei classici dell'heavy metal italiano delle origini, fatto di repentini cambi di tempo che lo avvicinano al progressive rock degli anni 70 e da una voce spesso vicina a quella di David Coverdale. La popolarità della band, grazie a questo album ed al tour che ne seguì, aumentò a tal punto che il gruppo, partecipò prima da supporter ai tour di GBH e Motörhead, per poi aprire anche alcuni concerti dei Mercyful Fate durante le loro date italiane.
Nel 1987 Silver Kid lascia la band per altri progetti e viene sostituito da Peter Cosmini.
Nel 1988 il gruppo registrò l'EP Night Walk ma, poco dopo le registrazioni, il cantante Yako De Bonis rimase ucciso in un incidente stradale la mattina del 24 giugno 1988, mentre stava andando al lavoro. La band decise di rimanere unita per suonare durante i concerti che erano stati programmati (in quelle occasioni Peter divenne anche il cantante del gruppo), ma l'anno successivo, avendo capito le varie difficoltà che erano sorte dopo la morte di Yako, decise di sciogliersi.
Peter entrò a far parte degli SwordS e Pino divenne membro dei Notturna.

### 2007: La reunion
Nel 2007 Pino decise di riformare il gruppo per alcuni concerti celebrativi, chiamando con sé Frank Lewis, Silver Kid e un nuovo cantante, Ranieri "Spider" Rovatti, ex membro dei Foxy Lady. Il gruppo iniziò a registrare un nuovo album, tuttavia nel 2008 Frank Lewis abbandonò la band. Al suo posto entrò Roberto De Micheli dei Sinestesia che continuò le registrazioni, ma a causa di alcune disorganizzazoni interne, gli Steel Crown si sciolsero definitivamente.

## Line-up
- Yako de Bonis - voce
- Frank Lewis - chitarra
- Pino Mc Kenna - basso
- Silver "Kid" - batteria ('81-'87)
- Peter Cosmini - batteria ('87-'89)
- Ragno "Spider" Rovatti - voce ('06-'09)

## Discografia

### Album
- 1987 -  Sunset Warriors
- 1988 -  Night Walk

### Dal vivo
- 2004 - Live In The Phantom City

### Demo
- 1982 - Metal TS
- 1983 - Live in the Phantom City
- 1985 - Steel Crown
- 1985 - Live Target

### Compilazioni
- 1983 -  Heavy Metal Eruption - con il brano "Prisoner in the box" (Metal Eye)
- 1984 -  Italian Metal vol.1 - con il brano "Bad Flowers" (Flying Records)
- 1985 -  Metallo Italia - con il brano "Riot into the Fire" (Reflex)